# بيل كامينغز
بيل كامينغز (بالإنجليزية: Bill Cummings)‏ هو مهندس أمريكي، ولد في 11 نوفمبر 1906 في إنديانابوليس في الولايات المتحدة، وتوفي في 8 فبراير 1939 في أوكلاهوما سيتي في الولايات المتحدة بسبب حادث مرور.

## روابط خارجية
- بيل كامينغز على موقع Racing-Reference.info (الإنجليزية)
- بيل كامينغز على موقع DriverDB.com (الإنجليزية)